# Masacre de Kolbasov
La masacre de kolbasov tuvo lugar en el distrito de Snina, Eslovaquia, donde dieciocho judíos fueron asesinados en noviembre y diciembre de 1945.
El 23 de noviembre de 1945, un judío llamado David Gelb fue secuestrado en Nová Sedlica y desapareció. El 6 de diciembre de 1945, alrededor de las 20:00 horas, hombres armados entraron en la casa de Alexander Stein en Ulič y lo asesinaron junto con su esposa y otras dos mujeres judías que estaban presentes. Más tarde esa noche, entraron en la casa de Mendel Polák en la cercana Kolbasov, donde vivían doce jóvenes sobrevivientes del Holocausto. Los invasores violaron a las mujeres, obligaron a los hombres a cantar, robaron algo de alcohol, joyas y dinero, y dispararon contra cuatro hombres y siete mujeres. Helena Jakubičová, sobreviviente de Auschwitz de diecisiete años, sobrevivió escondiéndose debajo de una manta junto a los cadáveres de sus dos hermanas. Después de que los atacantes se fueron, huyó a otra casa en el mismo pueblo donde vivían varios judíos, pero aparentemente los atacantes no los conocían. Ella testificó que los atacantes habían identificado a Themes Levs como seguidores de Stepan Bandera. Cuando el SRP (Organización de Víctimas de Persecución Racial a Manos del Régimen Fascista en Bratislava) vino a investigar, encontró a vecinos no judíos robando pertenencias de la casa de Polák, incluyendo una vaca y una máquina de coser.
Los asesinatos atrajeron la atención nacional y generaron críticas generalizadas a la policía local por no haberlos impedido. Se supuso que los asesinos eran miembros del Ejército Insurgente Ucraniano (UPA) que habían cruzado a Eslovaquia. Se documentó la presencia de la UPA en la zona; su modus operandi era preguntar a los lugareños dónde vivían los judíos y los comunistas, y luego regresar por la noche para atacarlos. Sin embargo, los responsables de la masacre nunca fueron identificados y es posible que pertenecieran a un grupo armado no relacionado. El historiador eslovaco Michal Šmigeľ señala que la policía y el gobierno intentaron minimizar el antisemitismo local y culpar de los incidentes a la UPA. Él plantea la hipótesis de que la policía local, los comunistas o las personas que buscaban apoderarse de las propiedades judías fueron responsables de parte de la violencia y pueden haber colaborado con la UPA. La historiadora eslovaca Jana Šišjaková teoriza que una banda criminal polaco-eslovaca puede haber sido responsable de los asesinatos en Kolbasov.